# Antich de Bages
Antich de Bages fou un jurisconsult cesaraugustà i savi glossador de les observances del Regne d'Aragó. Fou secretari dels reis Alfons V i Joan II, desenvolupant altres càrrecs i lloctinent general de la corona d'Aragó. Va escriure: Glossa de observantia regni aragonum (1437); Ordenanza, del rei Pere el Cerimoniós, i la compilació i il·lustració dels privilegis reials concedits a la ciutat de Saragossa, que es conserven en l'arxiu (1437).